# ジャパンタイムズ
ジャパンタイムズ（英: The Japan Times）は、
1. 西インド中央銀行横浜支店の元支配人チャールズ・D. リッカビーが、横浜居留地で発行されていた「ジャパン・コマーシャル・ニューズ」を買収し、1865年に改称した新聞。その後1870年ごろ休刊した。
2. 1.の名を戴いて1897年に創刊された新聞。本項で詳述。

ジャパンタイムズ（英: The Japan Times）は、日本の英字新聞及びそれを発行する新聞社。現存では日本最古の英字新聞社。商号は株式会社ジャパンタイムズ。本社は東京都千代田区一番町2-2、一番町第二TGビルにある。

## 概要

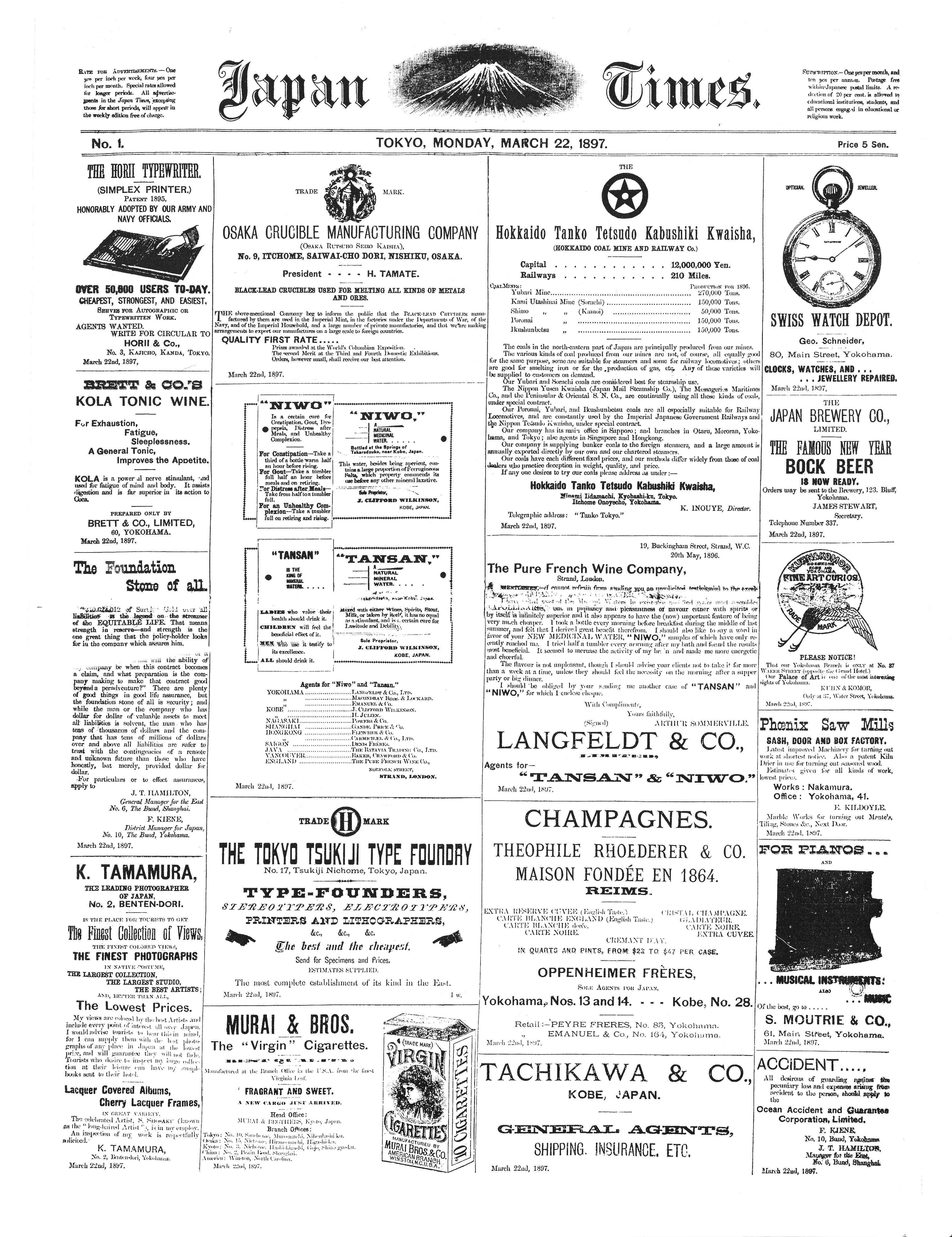
ジャパンタイムズ創刊号紙面　明治30年３月22日（1897年）全6ページ。

1897年に伊藤博文の支援を受け、山田季治を社長、頭本元貞を主筆に、日本人による初の英字新聞として創刊された。前身となる英国人リッカビーによるジャパンタイムズ（1865年創刊）と合併、さらに、1918年にはジャパンメール（1870年にW.G.ハウェルとH.N.レイが創刊した親日派の英字紙）が合併し、「ジャパンタイムズ&メール」となる。1940年に「ジャパン・アドバタイザー」を吸収し「ジャパンタイムズ&アドバダイザー」。1943年に「ニッポンタイムズ」に改称。
1956年に「ジャパンタイムズ（The Japan Times）」に名称を戻し、同年から元外務官僚の福島慎太郎が社長になる。
1983年にニフコグループの小笠原敏晶が福島のジャパンタイムズの株式をニフコと株を交換する形でジャパンタイムズ代表取締役社長に就任した。
1985年からジャパンタイムズ代表取締役会長職に就任する。
販売網は朝日新聞社系列（愛知県・岐阜県・三重県では中日新聞社系列）である。
2013年3月25日、株式会社ジャパンタイムズはニューヨーク・タイムズ・カンパニーと業務提携することに合意したことを発表し、同年10月16日から 「The Japan Times / International New York Times」の題号で、2部構成でのセット販売を始めた。1部目はジャパンタイムズの東京本社及び大阪支社で編集されるThe Japan Times、2部目は香港・ニューヨーク・パリ及びロンドンで編集されるInternational New York Timesである。本紙の発行は月曜日から土曜日までとなり、日曜日にはタブロイド判の「The Japan Times On Sunday」が発行された（前身は「The Japan Times Weekly」）。その後、International New York TimesがThe New York Times International Editionに改称されたため、2016年10月12日より「The Japan Times / The New York Times」に題号が変更された。
なお、ジャパンタイムズの販売を請け負う朝日新聞社はこれとは別に、朝日イブニングニュース→ヘラルド朝日を自社で発行していたため、体裁上はジャパンタイムズがヘラルド朝日を吸収統合した形にもなった。
2016年から小笠原敏晶代表取締役会長は同社名誉会長職になったが、同年11月30日に死去。
2017年6月20日、ニューズ・ツー・ユーホールディングス（News2u HD、代表末松弥奈子）が全株取得。同日の開催の臨時株主総会及び取締役会で小笠原有輝子（前経営者の娘）の退任が決定して末松が代表取締役会長に就任した。取締役編集主幹に水野博泰（日経ビジネス編集委員、同ニューヨーク支局長、「グロービス」広報室長を経て現職）が新たに就任した。
2021年3月、日曜版を廃止すると発表し、同年4月から土曜日の紙面を週末版とし、旧日曜版の主なコンテンツのほか、The New York Times International Editionの週末版も加えて「The Japan Times / The New York Times weekend edition」として発行する。

## 発行紙

### 刊行物一覧
- The Japan Times
- The Japan Times / The New York Times weekend edition (旧 The Japan Times On Sunday）
- The Japan Times Alpha
- ジャパンタイムズ縮刷版
- ジャパンタイムズニュースダイジェスト
- ジャパンタイムズ社説集

### 書籍・文庫
- ジャパンタイムス小史[15]
- 「英語で読む」シリーズ
- 「LIVE from」シリーズ
- 海外生活に関するガイドブック（「外国で病気になったときあなたを救う本」など）

### 英語・日本語教材
- 国際コミュニケーション英語能力テスト（TOEIC）教材
- 実用英語技能検定（英検）教材
- 幼児・児童向け英語教材
- げんきシリーズ
- 日本留学試験教材
- 日本語能力試験教材
- 日本語文法・かな・漢字教材

## 論争
2018年11月30日の朝鮮人徴用工問題に関する本紙記事の編集注記で、「forced labor」（強制労働）の文言は誤解を招く可能性があるとして、今後は「wartime laborer」（戦時中の労働者）の文言を使用し、慰安婦問題でも「強制的に働かされた」という表現を「意思に反して働いていた者も含まれる」などの強制性を抑える表現に変更することを発表した。これに対して、国内やガーディアン、NPR、ドイチェ・ヴェレ、サウスチャイナ・モーニング・ポストなどの海外メディアから歴史修正主義的である、また保守的な安倍晋三の政権主張に合わせたものだとの批判が出た。
これらの批判に対し、ジャパンタイムズは12月7日の記事で「私たちは、あの編集注記が、読者や記者、スタッフたちと作り上げてきた信頼関係を傷つけた事実を認めなければならない。これについて、謹んで謝罪したい」と謝罪したが、政権の意向に合わせたとの批判については否定した。

## 不祥事
マーク・シュライバーによるタブロイド翻訳コーナー「TOKYO CONFIDENTIAL」を連載していたが、いわゆる毎日デイリーニューズWaiWai問題が表面化。毎日デイリーニューズのライアン・コネルと共に日本人女性が異常な性癖を持っているとのステレオタイプを広める記事を配信し、批判を受けた。また、読売ウイークリーから一部の記事を無断で翻訳・掲載していたことが明らかとなった。

## 関連人物
- 芦田均
- 鈴木勝
- 馬場恒吾
- 入江啓四郎
- 伊藤サム
- 落合正勝
- 兼高かおる
- 鈴木みどり
- 高田敏子

### 寄稿者
- 岡崎久彦
- Judit Kawaguchi ユディ川口
- マーク・シュライバー
- マイケル・ホフマン
- ジェフ・ボティング
- 有道出人 (THE ZEIT GIST担当)
- ジェフリー・キングストン（COUNTERPOINT担当）